# 小由里
小由里（こゆり、1983年7月21日 - ）は、埼玉県出身のタレント。

## 来歴
2006年4月1日、ホリプロの芸能人女子フットサルチーム「XANADU loves NHC」に入団。背番号は「10」。以前はCHOOP（現chakuchaku J.b）に所属していた。
2007年7月から安田美香に代わってザナのキャプテンに就任。キャプテン就任後最初の試合は彼女の24歳の誕生日でもあった。
ザナの試合がある度に彼女の母親が応援に駆けつけ、ザナのサポーターからも人気が高い。
2006年4月から「アッコにおまかせ!」（TBS系）でXANADUのチームメートの松本美佳里や十文字ゆりかとともにアシスタントを担当。
第58回NHK紅白歌合戦（2007年12月31日）では、ホリプロの大先輩・和田アキ子のバックコーラスを、十文字ゆりかとAKB48の大島麻衣らと最前列で務めていた（通称「あの鐘を鳴らし隊」とのこと）。

## 出演番組
- アッコにおまかせ! （TBS系・2006年4月～）アシスタントとして出演。
- お笑い芸人歌がうまい王座決定戦スペシャル（フジテレビ系・2008年8月19日）
- オールスター芸能人歌がうまい王座決定戦スペシャル（フジテレビ系・2008年11月14日）

※上記2番組ともかつて同じ事務所だった福之上真友（現：麻由）とアシスタントとして出演。
- チュー'sDAYコミックス 侍チュート!（MBS/TBS系・2009年11月17日）
- 釣りビジョンの東海地方での釣りを紹介する「こちら東海です。」に出演中。